# Marcus Grate
Marcus Grate (Vaxholm, 27 dicembre 1996) è un fondista svedese.

## Biografia
Attivo in gare FIS dal novembre del 2012, in Coppa del Mondo Grate ha esordito il 3 marzo 2018 a Lahti (35º) e ha ottenuto il primo podio il 12 gennaio 2020 a Dresda (2º). Ai Mondiali di Oberstdorf 2021, sua prima presenza iridata, si è classificato 18º nella sprint; l'anno dopo ai XXIV Giochi olimpici invernali di Pechino 2022, suo esordio olimpico, si è piazzato 16º nella sprint. Ai Mondiali di Planica 2023 è stato 12º nella sprint e a quelli di Trondheim 2025 si è classificato 37º nella sprint.

## Palmarès

### Coppa del Mondo
- Miglior piazzamento in classifica generale: 46º nel 2022
- 1 podio (a squadre):
  - 1 secondo posto

#### Coppa del Mondo - competizioni intermedie
- 1 podio di tappa:
  - 1 terzo posto